# Marcel Peeters (componist)
Cornelius Marcel Peeters (Antwerpen, 18 september 1926 – Brasschaat, 4 april 2020) was een Belgisch componist, dirigent en klarinettist.

## Levensloop
Peeters werd als klarinettist opgeleid in het harmonieorkest "De Werker". Vanaf 1945 studeerde hij aan het Koninklijk Vlaams Conservatorium Antwerpen en behaalde er in 1947 een eerste prijs voor klarinet bij Jos Van Rickstal. Intussen studeerde hij ook privé bij Karel De Schrijver. Tijdens zijn militaire dienst werd hij opgenomen bij de Welfare, de culturele dienst van het leger die voor de ontspanning van de soldaten zorgde. Als dirigent van het Welfare orkest heeft hij na de oorlog talloze avondvullende programma's voor de in Duitsland gelegerde dienstplichtigen verzorgd. Zo was hij altijd op de hoogte wat er aan successen in de wereld van de amusementsmuziek gebeurde.  
Na zijn legerdienst speelde Marcel Peeters in diverse bigbands en doorkruiste hij Europese en Noord-Afrikaanse landen. In 1958 werd hij aangenomen bij het Zwitserse Radio Orkest "Beromunster Unterhaltungs Orchester". In deze tijd leerde hij alle knepen van het vak als arrangeur en componist en werd hij vooral in de gelegenheid gesteld om met zijn ideeën en theorieën te experimenteren. In 1962 werd hij als arrangeur aangeworven van de bekende Zwitserse combo "Hazy Osterwald Sextett". 
In deze fase heeft hij zich definitief op het schrijven van arrangementen, de montage van televisie-uitzendingen en films en talrijke plaatopnames toe te leggen en borg zijn instrumenten (klarinet, saxofoons, dwarsfluit en keyboards) in de kast. Hij produceerde televisie shows bijvoorbeeld voor Caterina Valente, Peter Alexander, Sacha Distel en Henri Salvador. Na een jaar dienst te hebben gedaan voor het bekend dansorkest van Max Greger in München, kreeg hij het verzoek om arrangementen te schrijven voor plaatopnames van het London Symphony Orchestra samen met de tenor Placido Domingo. In 1982 werd hij door Dolf van der Linden uitgenodigd om met het Metropole Orkest te werken. 
Hij kwam in contact met Pierre Kuijpers, toen dirigent van de Koninklijke Militaire Kapel in Den Haag en de Philips Harmonie in Eindhoven, die hem uitnodigde en motiveerde om voor beide orkesten arrangementen te schrijven. Alhoewel hij inmiddels de pensioengerechtigde leeftijd had bereikt, begon hij uitvoerig voor harmonieorkest te arrangeren en nadien ook te componeren. Hij schreef Ballet Dreams in samenwerking met Coby Lankester, daarna kwam Abstractions tot stand dat door de Marinierskapel der Koninklijke Marine te Rotterdam in première werd gebracht.

## Composities

### Werken voor harmonie- en fanfareorkest
- 1988 Prélude pour Frédéric
- 1988 What a Smile to the Classics (samen met: Piet Daalhuisen)
- 1992 Ballet Dreams (samen met: Coby Lankester)
  1. At the Theater
  2. Britisch Mood
  3. Exercises at the Bar
  4. A Moment to Relax
  5. The Injury
  6. Silent Grief
  7. The Physicians
  8. The little Devils
  9. Step by step
  10. Final Dance
- 1994 Abstractions 1
  1. Adagio - Allegro
  2. Allegro agitato
- 1994 Abstractions 2
  1. Largo
  2. Marciale
  3. Epilog
- 2001 Circus mosaics
- 2001 Cleydael castle
- 2001 Florida trail
- 2001 Space walker
- 2001 Sunny Sunday, voor altsaxofoon solo en harmonieorkest (opgedragen aan: Eugène Rousseau en Alain Crépin)
- 2002 Church Street Blues
- 2002 Mexican Dances
- 2002 Space Stones
- 2003 Puppets
  1. Morning Awakening
  2. First Encounter
  3. All together now!
- 2004 Car
  1. Ford '26
  2. V.W. Car
  3. Chevy '52
  4. M.G. '63
  5. Ferrari 2000
- 2004 Salty salsa
- 2005 All Blue
  1. Blue Valsetto
  2. Blue Lamento
  3. Blue Train
- 2005 Las Vegas Strip
- 2005 Pepper and Salsa
- 2005 Three Short Stories
  1. Le Corbeau et le Renard
  2. Little Romance
  3. Dance of the Trolls
- 2006 Planet Cruiser
  1. Take off
  2. Above the Skies
- 2007 Canzoni d'Italia
- Castafiora
- Czardas Mood
- Easy Landing
- Fairy Street Samba
- FINAL PLAY-OFF
- Walkin' on Charon
- Hafabra Follies
- Magyampola
- Music-Hall Music
- Back to the Universe
- Cosmic Swallowtails
- Dance of the Mantodea
- After Dark
- Witches of Pluto
- Morning Awakening
- My Fair Harmony
- Short Briefing
- IO-Dwarfs on Parade
- Preparing the Return
- Here we go again!
- Homeward Bound
- Mission accomplished!
- Santa Lucia
- Maria Mari
- Marechiare
- Funiculi Funicula
- La Danza
- Charles Chaplin, selectie
- Air
- American Cities Medley
- April in Paris
- Bad Bad Leroy Brown
- Barnum
- Bernstein Selection
- Cartoons medley
- Chatlie Chaplin Selection
- Concerto pour une Voix
- Cugat's Cocktail 
  1. One Mint Julep
  2. Zombie
  3. Rum & Coca-Cola
- European Cities Medley
- Evita
- Gloria Olimpca
- Grande Finale
- Happy March
- Hill Street Blues Theme '81
- How High The Moon
- I've got you under my skin
- Jungle Book
- Latin Medley
- Lonely Town / America
- My Way
- Nino Rota Selection
- Opus for Max
- Oodles of Noodles
- Pie In he Face Polka
- Russian Mood
- Sami's Dream
- Spaanse Suite
- Swinging Mancini
- That's the way you are
- The Belly Dancers
- The Best of Yannis Markopoulos
- The Famous Bamba
- The Godfather Saga (arrangement van originele muziek van Nino Rota)
- The Jesus Christ Super Star Collection
- The Magnificent Seven
- The Porgy and Bess Selection
- The Rakes of Mellow
- The March from 1941
- Westers Medley
- When the Saints
- Wiener Mood
- Wonderful Town

### Werken voor piano
- Bye-Bye, Boy
- Der Platz neben mir
- Müssen Frauen einsam sein